# Elecciones parlamentarias de Maldivas de 2024
Las elecciones parlamentarias de Maldivas de 2024 tuvieron lugar el 21 de abril del mencionado año con el objetivo de renovar los 93 escaños del Majlis del Pueblo para el período 2024-2029.Fueron las duodécimo elecciones parlamentarias desde la conversión de las Maldivas en república, las cuartas desde la democratización del país.

## Trasfondo
Las elecciones se celebraron en medio de una disputa entre el presidente Mohamed Muizzu y la legislatura saliente del Majlis del Pueblo, que bloqueó varias de sus iniciativas, así como el nombramiento de tres de los miembros designados de su gabinete.

## Sistema electoral
Los 93 escaños del Majlis del Pueblo se eligen en distritos electorales uninominales utilizando el sistema de mayoría absoluta. Antes de las elecciones, el número de escaños aumentó de 87 a 93, y se crearon seis nuevos escaños. En las elecciones se disputarán 93 distritos electorales con un total de 368 candidatos, mientras que alrededor de 284.000 personas tienen derecho a votar.

### Distritos electorales
Los escaños en el Majlis del Pueblo se dividen de conformidad con el artículo 10 de la Ley de distritos electorales, que enfatiza la estabilización del equilibrio equitativo en la representación de los escaños parlamentarios. La ley estipula que se deben nombrar dos representantes para una población de 5.000 habitantes o menos en una división administrativa con un escaño adicional asignado para dar cuenta de un aumento poblacional de otros 5.000 electores.
Como consecuencia de la observación de aumentos de población en varias regiones en los últimos cinco años, el número de distritos electorales se incrementó a 93 y se agregaron seis nuevos distritos electorales a los 87 escaños anteriores en la 19.ª legislatura parlamentaria.

## Resultados
El día de las elecciones se formularon acusaciones de compra de votos e influencia indebida.Los resultados iniciales sugirieron que el partido del presidente, el Congreso Nacional del Pueblo estaba en camino de ganar al menos 70 escaños. Los medios de comunicación de Maldivas describieron los resultados como una supermayoría para el PNC y sus números le permitieron alcanzar los dos tercios en el Parlamento que se requieren para enmendar la Constitución. Los éxitos del PNC se produjeron a costa del MDP, que a su vez tenía una supermayoría en el Majlis saliente y perdió sus bastiones de Malé, Addu y Kulhudhuffushi ante el PNC.
|                                    |                                        |         |       |         |             |  |  |  |  |  |  |  |  |  |
| Partido                            | Partido                                | Votos   | %     | Escaños | +/–         |  |  |  |  |  |  |  |  |  |
|                                    | Congreso Nacional del Pueblo           | 101,128 | 47.48 | 66      | 63          |  |  |  |  |  |  |  |  |  |
|                                    | Partido Democrático de las Maldivas    | 65,476  | 30.14 | 12      | 53          |  |  |  |  |  |  |  |  |  |
|                                    | Los Demócratas                         | 4,634   | 2.18  | 0       | Nuevo       |  |  |  |  |  |  |  |  |  |
|                                    | Alianza para el Desarrollo de Maldivas | 4,071   | 1.91  | 2       | Sin cambios |  |  |  |  |  |  |  |  |  |
|                                    | Partido Republicano                    | 3,141   | 1.47  | 1       | 4           |  |  |  |  |  |  |  |  |  |
|                                    | Partido Adhaalath                      | 2,538   | 1.19  | 0       | Sin cambios |  |  |  |  |  |  |  |  |  |
|                                    | Partido Nacional de Maldivas           | 1,060   | 0.50  | 1       | Nuevo       |  |  |  |  |  |  |  |  |  |
|                                    | Independientes                         | 30,931  | 14.52 | 11      | 4           |  |  |  |  |  |  |  |  |  |
| Votos válidos                      | Votos válidos                          | 212,979 | 98.10 | –       | –           |  |  |  |  |  |  |  |  |  |
| Votos nulos/en blanco              | Votos nulos/en blanco                  | 4,120   | 1.90  | –       | –           |  |  |  |  |  |  |  |  |  |
| Total                              | Total                                  | 217,099 | 100   | 93      | 6           |  |  |  |  |  |  |  |  |  |
| Votantes registrados/participación | Votantes registrados/participación     | 284,663 | 76.27 | –       | –           |  |  |  |  |  |  |  |  |  |
| Fuente:ECM, ORF                    |                                        |         |       |         |             |  |  |  |  |  |  |  |  |  |

## Secuelas
El presidente del MDP, Fayyaz Ismail, felicitó al PNC por ganar las elecciones, pero prometió que continuaría "haciéndolo responsable como oposición responsable".Varios candidatos independientes que ganaron las elecciones se unieron posteriormente al PNC, elevando su número total de escaños a 73.